# سيفيلامير
سيفيلامير (بالإنجليزية: Sevelamer)‏ عقار تركيبه الكيماوي سيفيلامير هيدروكلورايد، دواء رابط للفوسفات. يستخدم لخفض تركيز فوسفور المصل عند المريض المصاب بالداء الكلوي بمراحله النهائية.

## الاستخدام خلال الحمل
- ينتمي هذا المحضر للمجموعة C

## مضادات الاستطباب
- فرط الحساسية لهذا المحضر أو لأحد مكوناته، نقص فوسفات الدم، انسداد الأمعاء.
- استخدمه بحذر شديد عند المريض المصاب باضطراب هضمي أو خضع لعمل جراحي كبير على الجهاز الهضمي.

## التأثيرات الجانبية
تحدث بنسبة تزيد عن 10%
- قلبية وعائية: انخفاض توتر شرياني، خثار.
- عصبية مركزية: صداع.
- متنوعة: نقص امتصاص بعض الفيتامينات، إسهال، عسرة هضم، إقياء, ألم, إنتان.

تحدث بنسبة 1 – 10%
- قلبية وعائية: ارتفاع توتر شرياني.
- هضمية: غثيان, تطبل البطن, إسهال، إمساك.
- تنفسية: سعال.

## الثباتية
- احفظه بدرجة حرارة الغرفة.

## آلية التأثير والحرائك الدوائية
- يربط هذا المحضر الفوسفات ضمن لمعة الأمعاء، وبالتالي فهو يحد من امتصاصه ويخفض تركيزه المصلي دون التأثير على تركيز الكالسيوم أو الألمنيوم أو البيكاربونات.
- لا يمتص عبر الجهاز الهضمي بل يطرح ( مرتبطاً مع الفوسفات ) مع البراز.

## الجرعة والمستحضرات الصيدلانية
- البالغين (فموياً) : 800 – 1600 ملغ 3 مرات يومياً مع وجبات الطعام، وعلى كل حال يمكن تخمين الجرعة البدئية بناءً على تركيز فوسفور المصل على الشكل التالي:

1. تركيز فوسفور المصل أعلى من 6 ملغ / 100 مل وأدنى من 7.5 ملغ / 100 مل : 800 ملغ 3 مرات يومياً.
2. تركيز فوسفور المصل أعلى من 7.5 ملغ / 100 مل وأدنى من 9 ملغ / 100 مل : 1200 – 1600 ملغ 3 مرات يومياً.
3. تركيز فوسفور المصل 9 ملغ / 100 مل أو أعلى : 1600 ملغ 3 مرات يومياً.

- يصار إلى تعديل الجرعة لا حقاً بحيث تحافظ على تركيز فوسفور المصل دون 6 ملغ / 100 مل.
- ملحوظة: يجب تناوله مع الطعام وليس بعيداً عنه.
- يحضر على شكل كبسولات عيار 403 ملغ، وأقراص عيار 400 ملغ و800ملغ.

## المصدر
كتاب الشامل في الأدوية السريرية، د.محمد عبد الرحمن العينية - د.محمود موسى طلوزي، منشورات دار القدس للعلوم.

## وصلات خارجية
موسوعة العلوم العربية